# エンビコウ
エンビコウ（燕尾鸛、学名：Ciconia maguari）は、コウノトリ目コウノトリ科に分類される鳥類の一種である。別名シロエンビコウ。

## 分布
アンデス山脈東側の南アメリカ（コロンビア、ベネズエラからアルゼンチン中部まで）に分布する。

## 形態
体長98-106cm。体は白色で、風切羽、肩羽、尾羽は光沢のある黒色である。眼の周囲から嘴の基部までは皮膚が裸出しており赤い。嘴は暗い灰色、脚は赤色である。尾が燕尾状になっており（これが和名の由来である）白色の下尾筒が尾端より先に突き出している。

## 生態
湿地や沼地などの水辺、草原に生息する。しばしば大群となる。
魚類やカエル、爬虫類、小型の哺乳類などを捕食する。
湿地の藪の中や地上に営巣する。水辺の木の上に造巣することもある。